# 第5連隊 (ロシア国内軍)
ロシア国内軍第5連隊（5-й полк）は、独立作戦任務師団の連隊の1つ。ソ連時代、ソ連共産党中央委員会庁舎を警備していた。

## 沿革
- 1970年8月：連隊編成。
- 1980年：モスクワ五輪の警備。
- 1988年7月：エレヴァンで秩序維持任務。
- 1990年代：レニナカン、ナゴルノ・カラバフ、チェチェン・イングーシ紛争に投入。
- 1995年1月：第1次チェチェン戦争に投入。連隊特殊任務群がグロズヌイに突入。
- 1995年4月：チェチェンのシャリ地区を掃討。